# 白石タダシ
白石 タダシ（しらいし タダシ、1959年2月14日 - ）は日本の俳優である。茨城県出身。ドリーヴス所属。

## 略歴
79～90年 渡辺えり子の劇団 3○○、91～95年 鐘下辰男の THE・ガジラの舞台作品に出演

## 出演

### テレビ
- スーパー戦隊シリーズ
  - 電磁戦隊メガレンジャー（1997年、テレビ朝日） - 教師 役
  - 非公認戦隊アキバレンジャー（2012年、BS朝日） - 会沢教授 役
- 京女刑事・真行寺メイ（2003年6月8日、テレビ東京） - 伊東末彦（螢博士） 役
- 相棒
  - season5 第3話「犯人はスズキ」（2006年10月25日） - 白坂英治 役
  - season7 第13話「超能力少年」（2009年1月28日） - 芦田孝雄 役
- CHANGE (テレビドラマ) （2008年、フジテレビ） - 貞友博明 役
- 不毛地帯（2009年、フジテレビ） - 野川 役
- 仮面ライダーシリーズ（テレビ朝日）
  - 仮面ライダーW（2009年） - 星野武 役
  - 仮面ライダーフォーゼ（2012年） - 刑事 役
  - 仮面ライダーゴースト（2015年） - 横溝登一 役
- サラリーマン金太郎 (永井大のテレビドラマ) （2010年、テレビ朝日） - 柏木 役
- 泣かないと決めた日（2010年、フジテレビ） - 岸田聡 役
- ハンチョウ〜神南署安積班〜（2010年、TBS） - 三田村圭祐 役
- フリーター、家を買う。（2010年、フジテレビ） - 伊藤 役
- 松本人志のコントMHK（2012年、NHK） - 犬山佐梅 役
- トッカン 特別国税徴収官（2012年、日本テレビ） - 樋口正樹 役
- 黒服物語（2014年、テレビ朝日） - 田村 役
- 花燃ゆ（2015年、NHK） -  毛利伊勢 役
- 特殊犯罪課・花島渉1(2017)-横浜港町銀行 支店長
- 60 誤判対策室（2018年、WOWOW） - 太田堅一 役
- ハゲタカ (テレビドラマ) （2018年、テレビ朝日） - 梅原順 役
- サバイバル・ウェディング 第4話（2018年8月4日、日本テレビ）
- 義母と娘のブルース 第6話（2018年8月14日、TBS）
- 満願 最終夜（第3話）「満願」（2018年8月16日、NHK） - 裁判長 役
- SUITS/スーツ（フジテレビ）
  - Season1 第1話（2018年10月8日） - 試験官 役
  - Season2 第1話（2020年4月13日） - 藤村理人 役
- 獣になれない私たち（2018年10月10日 - 、日本テレビ） - 花井克己 役（レギュラー）
- 隕石家族 第1話（2020年4月11日、フジテレビ） - 討論番組 役
- 和田家の男たち 第3話（2021年11月5日、テレビ朝日）
- 刑事7人 SEASON9 第6話（2023年7月12日、テレビ朝日）

### 配信ドラマ
- 雨が降ると君は優しい 第4話（2017年9月16日、Hulu） - 断酒会会員 役[1]

### 映画
- 闇金ウシジマくん - 伊達部長 役
- 春画先生（2023年）

### ゲーム
- SIREN:New Translation - 嶋田習次 役